# Cadastre solaire

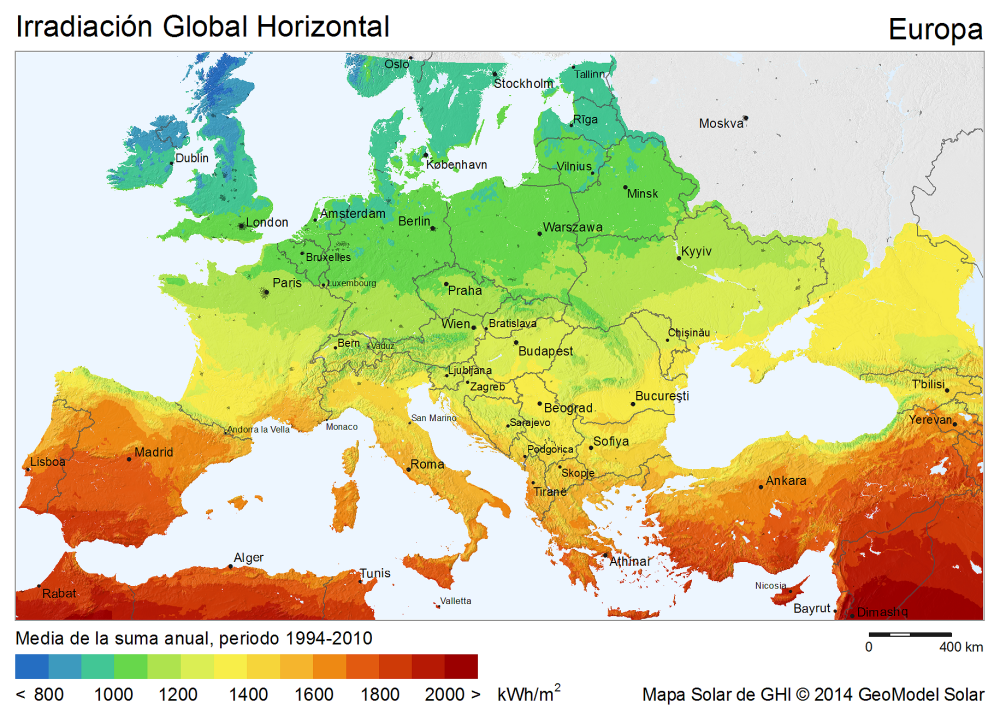
Carte de l'irradiation solaire en Europe (en kWh/m²).

Le cadastre solaire est une cartographie à très grande échelle du potentiel solaire d'une région. 
Cette cartographie, généralement financée par une collectivité locale, est ensuite mise à disposition du public à l'aide d'un outil SIG, en vue d'informer ce dernier sur le potentiel solaire des bâtiments, et de connaître ainsi la rentabilité énergétique et donc économique de la pose d'un système solaire thermique ou photovoltaïque.

## Pays germaniques
L'idée de recenser cartographiquement le potentiel solaire d'une région est tout d'abord expérimentée dans les pays germaniques, sous le nom de Solarkataster. De très nombreuses collectivités allemandes, suisses et autrichiennes (villes, cantons, régions, Länder) disposent d'une telle cartographie.

## En France

### Historique
C'est en 2011 que la France commence à s'intéresser au potentiel du cadastre solaire en termes de communication vis-à-vis des propriétaires, en vue de décider ceux qui disposent d'un potentiel solaire élevé à installer des équipements solaires thermiques ou photovoltaïques. L'APUR publie en juin 2013 le cadastre solaire de la ville de Paris. En effet, dans le cadre des élections municipales de 2008, Bertrand Delanoë s'était engagé à ce que la capitale soit dotée de 200 000 m2 de panneaux solaires en 2014 ; seuls 20 600 m2 sont posés et 10 000 m2 prévus aux deux tiers de la mandature, en avril 2012. À la mi-2013, la surface équipée à 27 000 m2, ce qui correspond à moins d'1‰ des 31 millions de mètres carrés de toiture de Paris. La publication en ligne du cadastre solaire répond donc à une logique d'information en vue de la relance de l'investissement privé.
D'après Celia Blauel, conseillère d'arrondissement du 14e arrondissement chargée des dossiers de développement durable, cette cartographie permet par exemple de constater que, sur les cent vingt hectares environ occupées par les chaussées du périphérique, environ vingt, situés à l'est et à l'ouest, seraient des zones bien placées pour l'implantation de capteurs solaires.
La Métropole de Lyon s'est également lancée dans la production d'un cadastre solaire ; dans un premier temps, le rendu a été effectué uniquement sur le quartier Sainte-Blandine, au sud du 2e arrondissement ; les informations sont présentées avec un affichage de plusieurs paramètres : surface du toit, type de toiture, orientation, puissance pouvant être installée et production annuelle possible. Le but est d'étendre la zone couverte à l'ensemble du territoire de la Métropole. Le cadastre solaire est parfois déployé dans des zones beaucoup plus rurales, comme à Avignon-lès-Saint-Claude et Morez, où le cadastre solaire a été réalisé par le Parc naturel régional du Haut-Jura.
En mars 2016, la ville d'Annecy a publié son cadastre solaire, qui couvre l'ensemble des toitures de la Ville (16 km2 dont près de 2,6 km2 de toitures), ainsi que les parkings les plus importants. Les calculs de potentiel solaire ont été réalisés grâce à l'outil Archelios MAP et le cadastre solaire est disponible sur le géoportail d'Annecy. Le potentiel solaire est indiqué avec un code de six couleurs. Chaque toiture est cliquable et permet d'accéder à une fiche détaillée.
En mai 2016, Brest Métropole a publié son cadastre solaire, qui couvre près 350 000 pans de toiture (plus de 5 m2), couvrant toute la Métropole. L'outil en ligne, avec quatre codes couleurs, permet de sélectionner directement un pan de toiture. Ce cadastre, informatif, renvoie vers Tinergie, guichet unique de rénovation de l'habitat où des conseillers peuvent évaluer le productible théorique et conseiller sur les démarches à suivre, en plus de conseils sur les actions d’efficacité énergétique.
En mars 2016, la ville de Bordeaux a publié son cadastre solaire, qui couvre l'ensemble des toitures de la Ville (plus d'un million d'éléments graphiques sur un territoire de 50 km2). Les calculs de potentiel solaire ont été réalisés grâce à l'outil Archelios MAP et le cadastre solaire est disponible sur l'application Plan Bordeaux. Le potentiel solaire est indiqué avec un code de 6 couleurs. Chaque toiture est cliquable et permet d'accéder à une fiche détaillée. 
Le 28 octobre 2016,  le pays de Rhin-Vignoble Grand Ballon a publié son cadastre solaire qui couvre l'ensemble des toitures des 35 communes. Les informations sont présentées avec un affichage de plusieurs paramètres : hauteur de la toiture, altitude, emprise au sol et potentiel solaire (en kWh/m&/an). Ce cadastre, informatif, renvoie vers In Sun We Trust, startup mettant à disposition cet outil. 
Le 25 octobre 2016, c’est au tour de Nantes Métropole de dévoiler son cadastre solaire. Grâce aux données de l’Institut Géographique National (IGN), aux relevés de Météo France, et aux algorithmes développés par MINES ParisTech, le cadastre permet de déterminer le nombre optimal de panneaux solaire à installer, le coût et le retour sur investissement. Grâce à cet outil, il est alors possible de visualiser l'irradiation de chaque m2 de la toiture via des pastilles avec des dégradés de jaune.
En février 2018, Saint-Étienne Métropole a publié son cadastre solaire. Depuis juin 2018, ce cadastre solaire est étendu à toute la Loire. Ce cadastre, informatif, a été réalisé par In Sun We Trust, start-up mettant à disposition cet outil.
Les collectivités impliquées dans ce projet solaire sont les suivantes : Saint-Étienne la métropole, l'agglomération du Roannais, l'agglomération Loire-Forez, la communauté de communes Forez Est, la communauté de communes Charlieu-Belmont, la communauté de communes des Monts du Pilat, la communauté de communes du Pilat Rhodanien, la communauté de communes des Vals d'Aix et Isable, la communauté de communes du Pays entre Loire et Rhône, et enfin la communauté de communes du Pays d'Urfé.
En janvier 2018, le Conseil départemental du Puy-de-Dôme a publié son cadastre solaire, financé à 80 % dans le cadre de l’appel à projets TEPCV, un dispositif porté par le ministère de la Transition écologique et solidaire. « C’est un outil intelligent et astucieux. Nous voulons faire de la sensibilisation et donner envie aux gens de franchir le pas [installer des panneaux solaires] », explique Dominique Giron, vice-présidente du Conseil départemental chargée de l’innovation, de la transition énergétique, du numérique et du tourisme.
L’Eurométropole de Strasbourg s’est engagée dans une démarche de transition énergétique ambitieuse. Elle vise, en effet, à atteindre l’objectif « 100 % d’énergies renouvelables en 2050 ». Pour y parvenir, Strasbourg Eurométropole a publié en mai 2018 son cadastre solaire. La réalisation de cette plateforme s'inscrit au sein du programme Climaxion, une collaboration entre l'ADEME et la Région Grand Est pour la transition énergétique et l'économie circulaire.

### Cadastre solaire et plan du gouvernement en 2018
Les cadastres solaires font partie de la démarche « Place Au Soleil », lancée en juin 2018 par le gouvernement.
Pour dynamiser la filière de l’énergie solaire, le gouvernement va créer les labels « Ville solaire » et « Département solaire », afin de valoriser l’engagement des collectivités locales dans le déploiement de l’énergie solaire. 100 territoires devraient être labellisés d’ici 2020. Pour obtenir ce label, il est nécessaire de réaliser un cadastre solaire.
Voici les objectifs à atteindre pour être labellisé : 
- S’engager sur une surface minimale de panneaux solaire par habitant ;
- Réaliser un « cadastre solaire » pour permettre à tous les citoyens du territoire de connaître le potentiel photovoltaïque de leur logement ou bâtiment ;
- Équiper des bâtiments communaux de projets photovoltaïques ;
- Proposer un projet pour animer le développement du solaire en accompagnant les porteurs de projets.

Aujourd’hui[Quand ?], plus de 60 collectivités territoriales ont fait le choix du cadastre solaire.
Parmi elles, Strasbourg Eurométropole ou encore le Conseil Départemental du Puy-de-Dôme permettent à leurs administrés d’évaluer le potentiel de leurs toitures.

### A propos de Place Au Soleil
« Place au soleil » est une démarche qui vise à mobiliser tous les acteurs de la filière[Laquelle ?] afin qu’ils produisent de l’énergie solaire. Cette démarche propose une série de mesures pour faciliter le développement de l’énergie solaire en France.
Le plan du gouvernement s’inclut dans le projet de Transition énergétique pour la croissance verte, qui fixe un objectif de 32 % d’électricité renouvelable en 2030 en France. D’après le ministère de la transition écologique et solidaire, et le groupe de travail mené par Sébastien Lecornu, le solaire représente une solution d’avenir.
Si le parc de production d’électricité solaire se classe derrière l’éolien en termes de production, son coût de production est le plus compétitif. En 2017, il s’établit à 55 €/MWh. Sur toiture, il diminue de 24 % en 2017 et est à 80 €/MWh en 2018.
« Place au soleil » mobilise les détenteurs de grands espaces inutilisés pour produire de l’énergie solaire (supermarchés, Armée de France, SNCF, agriculteurs et collectivités locales), ainsi que la filière des producteurs d’énergies pour qu’elle accélère ses investissements.